# مکتب عراق
مکتب عراق مکتبی در معماری اسلامی بود که از سال ۱۳۲ هجری قمری آغاز شد و تا نیمه‌های سده هفت هجری ادامه داشت. عراق مرکز حکومت عباسیان بود. در این دوره بناهای آجری رواج یافت. مسجد جامع سامرا (مسجد متوکل) (۲۳۲ ه. ق) که دارای گنبد مارپیچ است، مسجد ابودلف و کاخ جوسق خاقانی از بناهای این دوره است.

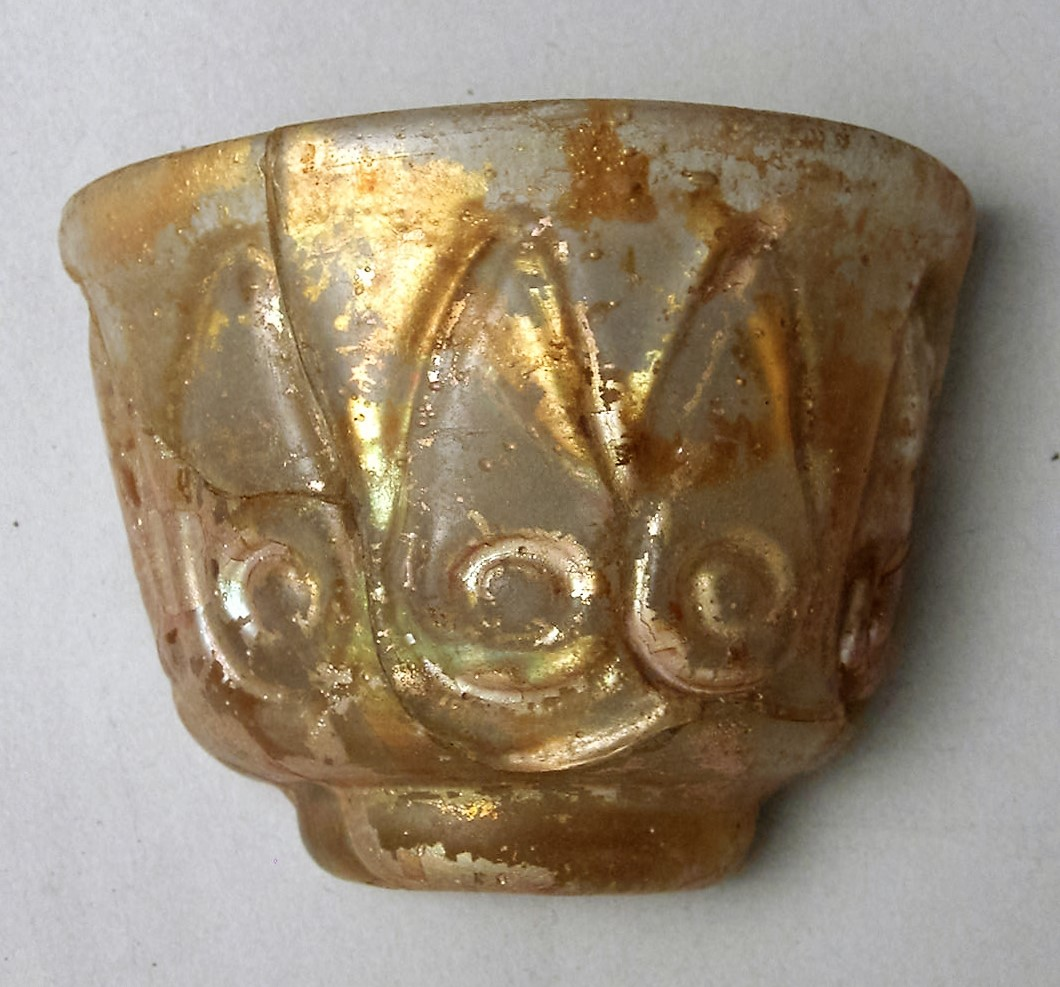
ظرف شیشه ای عراقی

## برخی آثار
- مسجد جامع سامرا (مسجد متوکل)
- مسجد ابودلف
- کاخ جوسق خاقانی

## فهرست منابع
ذکرگو، امیرحسین. سیر هنر در تاریخ ۲. انتشارات مدرسه. ۱۳۸۱